# Broń neurobalistyczna

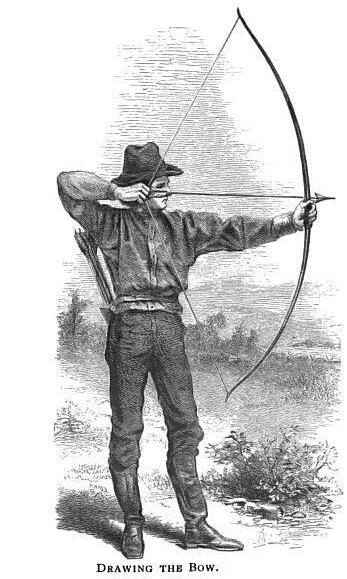
Łucznik napinający łuk – przykład wykorzystania energii sprężystości łuczyska do miotania strzały

Broń neurobalistyczna – rodzaj broni miotającej wykorzystującej do miotania pocisków energię sprężystości materiału, z której została wykonana. Zalicza się do niej zarówno broń ręczną (np. łuk, kusza), jak i stacjonarne machiny (np. balista, katapulta). Najstarszym typem tego typu broni jest łuk (znany już w prehistorii).